# Kamenets (distrikt i Bulgarien, Jambol)
Kamenets (bulgariska: Каменец) är ett distrikt i Bulgarien.   Det ligger i kommunen Obsjtina Straldzja och regionen Jambol, i den östra delen av landet, 280 km öster om huvudstaden Sofia.
Trakten runt Kamenets består till största delen av jordbruksmark. Runt Kamenets är det glesbefolkat, med 8 invånare per kvadratkilometer.